# Фетіг
Фетіг (рум. Fetig) — село у повіті Вранча в Румунії. Входить до складу комуни Андреяшу-де-Жос.
Село розташоване на відстані 155 км на північ від Бухареста, 30 км на захід від Фокшан, 102 км на захід від Галаца, 92 км на схід від Брашова.

## Населення
За даними перепису населення 2002 року у селі проживали 86 осіб, усі — румуни. Усі жителі села рідною мовою назвали румунську.